# Puerto Castilla (ort)
Puerto Castilla är en ort i Honduras.   Den ligger i departementet Departamento de Colón, i den nordöstra delen av landet, 250 km nordost om huvudstaden Tegucigalpa. Puerto Castilla ligger 7 meter över havet och antalet invånare är 1 220.
Terrängen runt Puerto Castilla är mycket platt.  Närmaste större samhälle är Trujillo, 11,2 km söder om Puerto Castilla. 